# بحيرة كولدن
بحيرة جولدن، هي بحيرة تبلغ مساحتها 41 فدانا (17هكتارا) تقع في جبال اديرونداك العالية في نيويورك، الولايات المتحدة. تقع بحيرة جولدن على ارتفاع 2764 قدمًا (842 مترًا) في القاعدة الغربية على ارتفاع 4714 قدمًا (1437 مترًا) في جبل جولدن . إلى الشمال الغربي تقع جبال ماكانتير - 5115 قدمًا (1,559 مترًا) قمة الغونكوين (ثاني أعلى جبل في الولاية)، 4829 قدمًا (1472 مترًا) قمة الحدود، 4843 قدمًا (1,476 مترًا) قمة إيروجوا 4380 قدمًا (1335 مترا) جبل مارشال. يقع جبل مارسي على بعد 2.8 ميل (4.5 كـم) إلى الشرق. تغذي بحيرة جولدن بحيرة أوتي إلى الشمال الشرقي، وتغذي بدورها الأراضي المتدفقة، إلى الجنوب الغربي.
كونها في قلب المرتفعات، تحظى المنطقة بشعبية كبيرة بين المتنزهين. تحتفظ وزارة المحافظة على البيئة بولاية نيويورك بمخفر داخلي على الشاطئ الغربي. هناك عدد من المعسكرات والمنحنيات في المنطقة.
سميت بحيرة جولدن على اسم ديفيد سي جولدن في عام 1836؛ كان جولدن مستثمرًا في أعمال الحديد تاى هاوس لأرشيبالد ماكنتاير.

## الصور

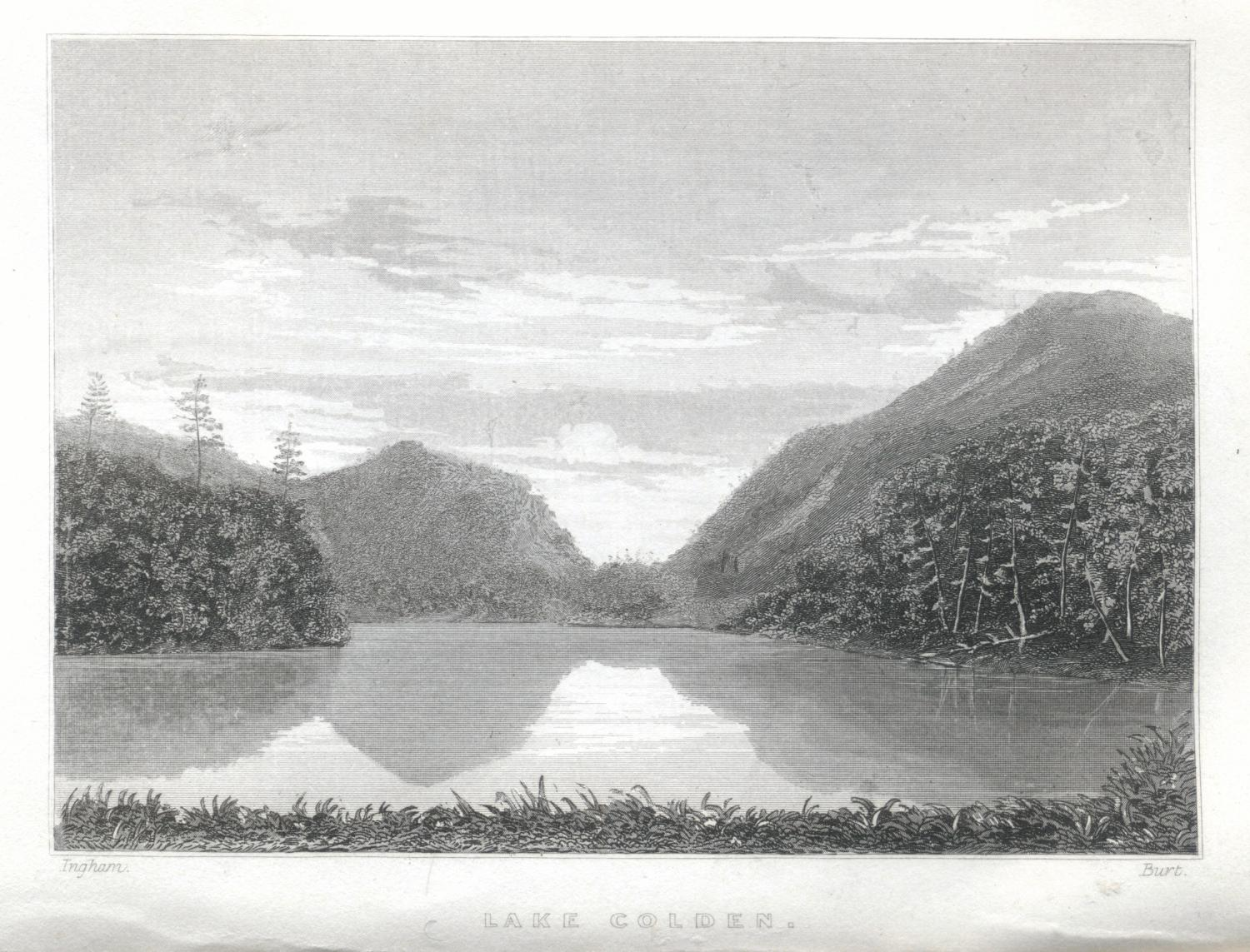